# 2000-es Nickelodeon Kids’ Choice Awards
Ez a tizenharmadik Nickelodeon Kids’ Choice Awards. amelyet 2000. április 15-én rendeztek Hollywood Bowl, Los Angeles, Kaliforniában.

## Győztesek és jelöltek

### Kedvenc filmszínész
- Adam Sandler - Apafej
- Robin Williams - A kétszáz éves ember
- Will Smith - Wild Wild West – Vadiúj vadnyugat
- Mike Myers - KicsiKÉM – Austin Powers 2.

### Kedvenc filmszínésznő
- Melissa Joan Hart - Őrjítő szerelem
- Sandra Bullock - Mint a hurrikán
- Drew Barrymore - A bambanő
- Julia Roberts - Sztárom a párom és Oltári nő

### Kedvenc film
- Apafej
- Pokémon: Az első film – Mewtwo visszavág
- KicsiKÉM – Austin Powers 2.
- Toy Story – Játékháború 2.

### Kedvenc filmpár
- Rachael Leigh Cook és Freddie Prinze Jr. - A csaj nem jár egyedül
- Heather Graham és Mike Myers - KicsiKÉM – Austin Powers 2.
- Sandra Bullock és Ben Affleck - Mint a hurrikán
- Julia Roberts és Hugh Grant - Sztárom a párom

### Kedvenc hang egy animációs filmből
- Rosie O'Donnell - Tarzan
- Michael J. Fox - Stuart Little, kisegér
- Tim Allen - Toy Story – Játékháború 2.
- Tom Hanks  - Toy Story – Játékháború 2.

### Kedvenc Tv színész
- Kenan Thompson - Sok hűhó
- Drew Carey - The Drew Carey Show
- Jamie Foxx - The Jamie Foxx Show
- Michael J. Fox - Kerge város

### Kedvenc Tv színésznő
- Amanda Bynes - Amanda show és Sok hűhó
- Jennifer Love Hewitt - Ötösfogat
- Melissa Joan Hart  - Sabrina, a tiniboszorkány
- Brandy Norwood - Moesha

### Kedvenc Tv show
- Sok hűhó
- A kis gézengúz
- Hetedik mennyország
- Sabrina, a tiniboszorkány

### Kedvenc Tv-s barát
- Ben Savage és Rider Strong - A kis gézengúz
- Sarah Michelle Gellar és David Boreanaz - Buffy, a vámpírok réme
- Jennifer Aniston, Lisa Kudrow és Courteney Cox - Jóbarátok
- Gillian Anderson és David Duchovny - X-akták

### Kedvenc rajzfilm
- Fecsegő tipegők
- Pokémon
- A Simpson család
- MacsEb

### Kedvenc együttes
- Backstreet Boys
- TLC
- ’N Sync
- 98 Degrees

### Kedvenc férfi énekes
- Will Smith
- Tyrese
- Jordan Knight
- Ricky Martin

### Kedvenc női énekes
- Britney Spears
- Christina Aguilera
- Brandy
- Jennifer Lopez

### Kedvenc zenekaz
- Smash Mouth
- Dixie Chicks
- Sugar Ray
- Sixpence None the Richer

### Kedvenc új énekes
- Jennifer Lopez
- Christina Aguilera
- Lou Bega
- LFO

### Kedvenc dal
- Will Smith - Wild Wild West
- Britney Spears - (You Drive Me) Crazy
- Destiny’s Child - Bug a Boo
- Smash Mouth - All Star

### Kedvenc dal egy filmben
- Will Smith - Wild Wild West - Wild Wild West – Vadiúj vadnyugat
- Madonna - Beautiful Stranger - KicsiKÉM – Austin Powers 2.
- Phil Collins - Two Worlds - Tarzan
- Gloria Estefan és ’N Sync  - Music of My Heart - A szív dallamai

### Kedvenc sport csapat
- New York Yankees
- Dallas Cowboys
- Los Angeles Lakers
- San Francisco 49ers

### Kedvenc férfi sportoló
- Shaquille O’Neal
- Tiger Woods
- Mark McGwire
- Deion Sanders

### Kedvenc női sportoló
- Tara Lipinski
- Mia Hamm
- Venus Williams
- Lisa Leslie

### KedvencLegértékesebb Játékos díj
- Cynthia Cooper - WNBA Finals MVP - Houston Comets
- Chipper Jones - National League MVP - Atlanta Braves
- Kurt Warner - NFL and Super Bowl MVP - St. Louis Rams
- Tim Duncan - NBA Finals MVP - San Antonio Spurs

### Kedvenc videó játék
- Donkey Kong 64
- Pokémon Yellow
- Mario Party
- Toy Story 2: Buzz Lightyear to the Rescue

### Kedvenc film állat
- Sabrina, a tiniboszorkány - Salem  (Amerikai rövidszőrű)
- Kutya legyek… - Rowdy (Kutya)
- Hetedik mennyország  - Happy (Kutya)
- Stuart Little, kisegé - Stuart Little (Házi egér)

### Kedvenc emelkedő sztár
- Mandy Moore - I Wanna Be with You
- Vince Carter - Toronto Raptors
- Haley Joel Osment - Hatodik érzék
- Frankie Muniz - Már megint Malcolm

### Kedvenc könyv
- Harry Potter
- Animorphs
- Chicken Soup for the Soul
- Star Wars

### Hall of Fame díjas
- Rosie O'Donnell

## Nyálkás hírességek
- Will Smith

## Fordítás
- Ez a szócikk részben vagy egészben  a(z)   2000 Kids' Choice Awards című angol Wikipédia-szócikk ezen változatának fordításán alapul.  Az eredeti cikk szerkesztőit annak laptörténete sorolja fel. Ez a jelzés csupán a megfogalmazás eredetét és a szerzői jogokat jelzi, nem szolgál a cikkben szereplő információk forrásmegjelöléseként.